# Pelecanimimus polyodon
Pelecanimimus polyodon es la única especie conocida del género extinto Pelecanimimus (gr. "imitador de pelícanos") de dinosaurio terópodo ornitomimosauriano basal, que vivió a principios del período Cretácico, hace algo más de 125 millones de años, en el Barremiense, en lo que es hoy Europa. Sus restos fósiles, en un excepcional estado de conservación, se han encontrado en el yacimiento de Las Hoyas, Cuenca, España. Es notable por poseer más dientes que cualquier otro miembro de Ornithomimosauria, en el cual la mayoría no tiene dientes. El único espécimen conocido consiste de la mitad delantera articulada de un esqueleto que incluye el cráneo, todas las vértebras del cuello y la mayor parte de las vértebras dorsales, costillas, esternón, la cintura pectoral, el miembro delantero derecho completo y la mayor parte del  izquierdo. El nombre de la especie, Pelecanimimus polyodon del griego polys, "muchos" más odus, dientes, le fue dado por ser el terópodo con más dientes conocido.

## Descripción
Pelecanimimus es el ornitomimosauriano más antiguo de los que se tenga noticia, siendo de pequeño tamaño, llegó a medir entre 1,9 a 2,5 metros y de 17 a 25 kilogramos. Se conoce a partir de un único esqueleto que, aunque parcial, incluye un cráneo muy bien conservado y gran número de huellas de piel. Es el único ornitomimosauriano descubierto en Europa. El cráneo de Pelecanimimus es largo, estrecho y puntiagudo, con una longitud máxima de cerca de 4,5 veces su altura máxima, de ojos muy grandes y una cresta en la parte posterior o nuca.

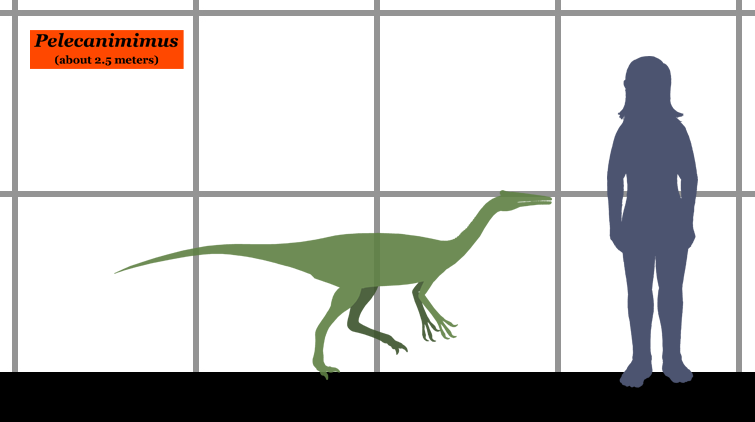
Tamaño estimado de Pelecanimimus, comparado con un humano.

Pelecanimimus, a diferencia de otros ornitomimosaurianos, poseía una mandíbula dentada, con unos 220 dientes minúsculos con 7 premaxilares, alrededor de 30 maxilares, y 75 en el dentario. Los dientes tenían distintas formas según el lugar donde se encontraban, lo que se llama heterodoncia, mostrando dos formas básicas. Los dientes en el frente de la quijada superior eran amplios y con forma de D en la sección representativa, mientras que los de más atrás tenían forma de cuchillas, y en general los dientes en la quijada superior eran más grandes los de la inferior. La totalidad de sus dientes no eran aserrados, y tenían una estrecha cintura entre ellos. Se ha determianado que Pelecanimimus era omnívoro, ya que podía arrancar follaje o cazar lagartijas. Los brazos y manos de Pelecanimimus eran como los de los ornitomimosaurianos, con la ulna y radio en la parte inferior del brazo unidos firmemente cerca de la mano, que tenía forma de gancho y dedos de una longitud similar.
Solo se conoce otro ornitomimosauriano con dientes, Harpymimus, que únicamente tiene once, y todos en la mandíbula inferior. La presencia de un gran número de dientes en Pelecanimimus, junto con la falta del espacio interdental, ha sido interpretado por Pérez-Moreno et al. como una adaptación biológica para cortar y desgarrar, "una contraparte funcional del filo del pico," así como una exaptación que llevaría al filo del pico de ornitomimosaurianos posteriores.

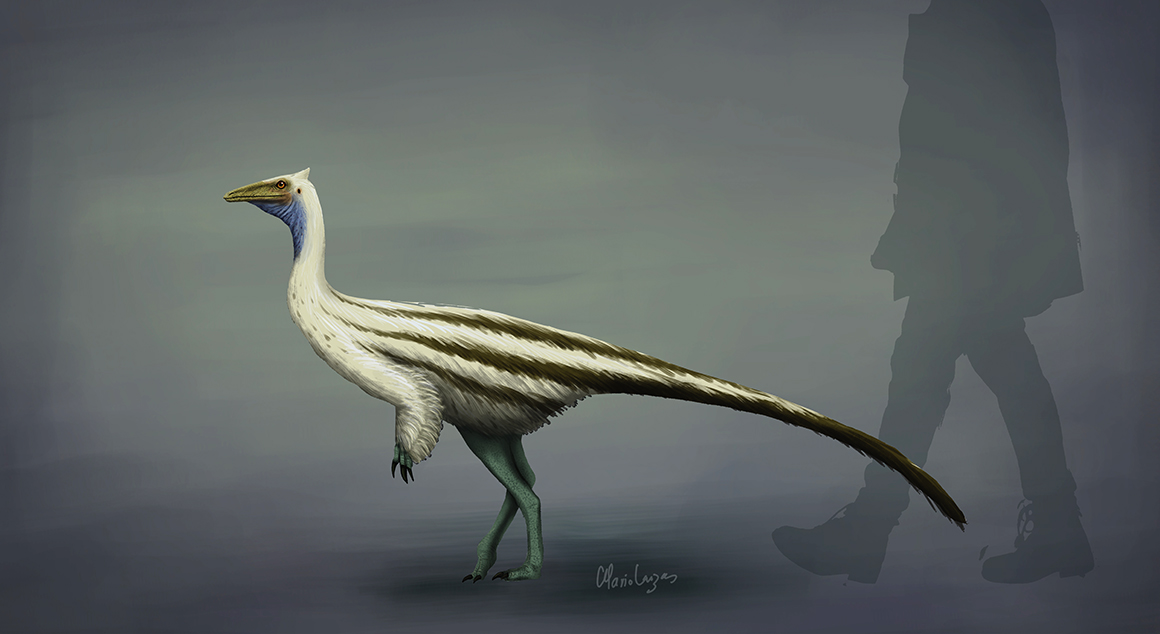
Recreación de Pelecanimimus

Los miembros posteriores son largos y con dedos cortos, y la mano está modificada, ya que presenta tres dedos de tamaño similar y subparalelos.
Se encontraron impresiones de la piel de Pelecanimimus alrededor del esqueleto en la zona de la garganta, el cuello, el hombro y la parte superior del brazo, debido a las excepcionales condiciones de preservación del yacimiento de Las Hoyas, que también reveló la presencia de una pequeña cresta de la piel o de la queratina en la parte posterior de la cabeza. Esa "bolsa misteriosa" era similar a la de los actuales pelícanos, pero su función es desconocida. Debido a que sus restos han sido encontrados a lo largo de un lago, es de suponer que la usara para pescar. Otra, es que la bolsa estuviese coloreada, y que se pudiera inflar en señal de ostentación como los sapos y ranas actuales. Pelecanimimus es también el primer ornitomimosauriano descubierto donde se ha preservado el aparato hioideo, un grupo de huesos especializados en el cuello.
Su hábitat, de bosques templados y climas húmedos, le permitió vivir entre una exuberante alimentación. A pesar de ser un ornitomimosauriano, pudo ser uno de los principales depredadores de la zona. Compartía hábitat con otros dinosaurios: iguanodóntidos, saurópodos, un carnívoro de mayor talla que Pelecanimimus, Concavenator, y otros  terópodos pequeños.

## Historia

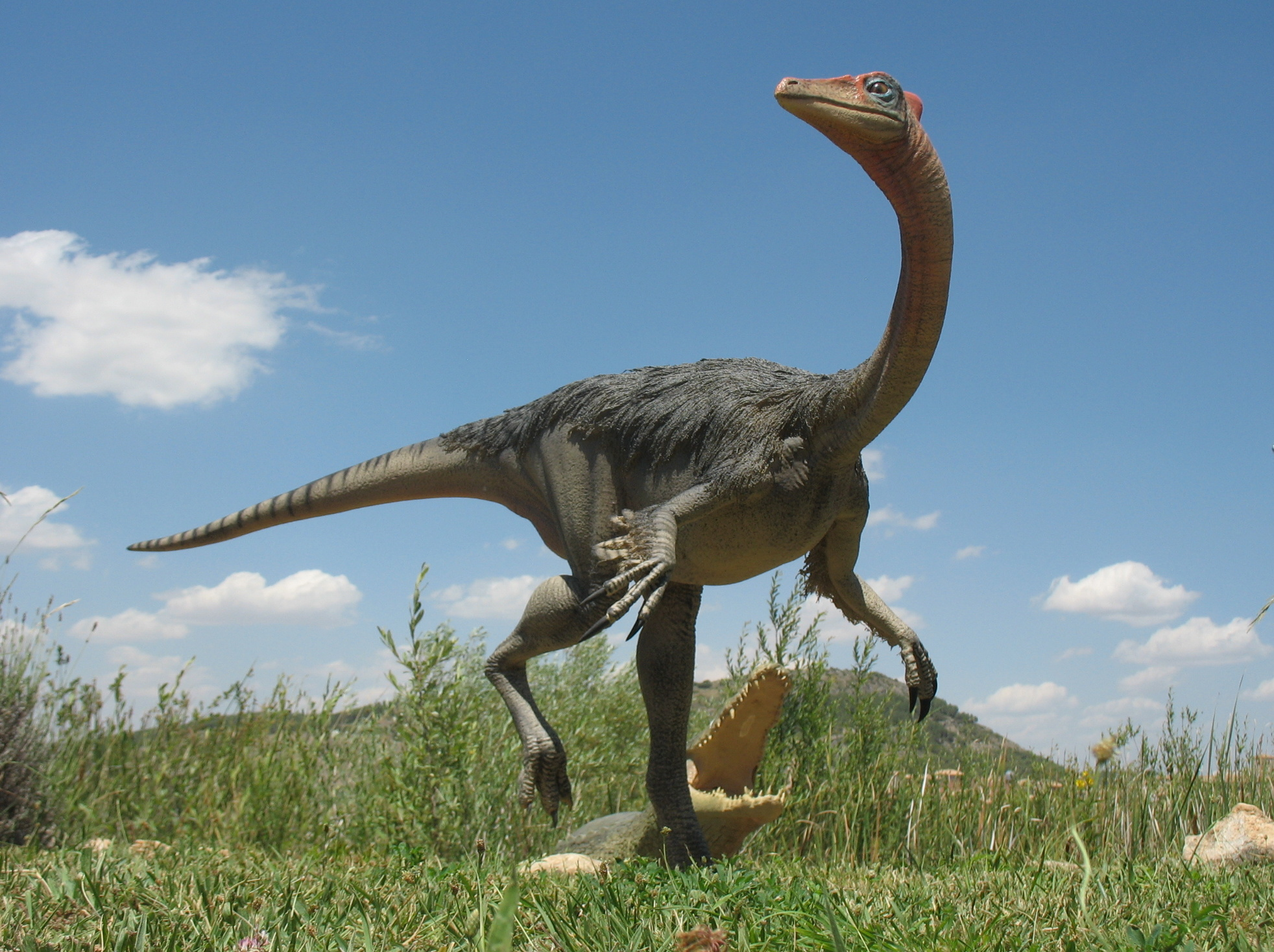
Recreación de un Pelecanimimus en el MUPA.

En julio de 1993 Armando Díaz Romeral descubrió un esqueleto de terópodo en el sitio de la Unidad 3 de Las Hoyas. En 1994 esta fue nombrada y descrita por Bernardino Pérez Pérez-Moreno, José Luis Sanz, Angela Buscalioni, José Moratalla, Francisco Ortega y Diego Rasskin-Gutman como una nueva especie, Pelecanimimus polyodon. El nombre genérico se deriva del latín pelecanus, "pelícano" y mimus, "mímico", en referencia al largo hocico y la bolsa de la garganta. El nombre específico es una referencia a la gran cantidad de dientes que posee este terópodo y se deriva del griego πολύς, polys, "muchos" y ὀδούς, odous, "diente".
El espécimen holotípico de Pelecanimimus, LH 777, se encuentra actualmente en el Museo Paleontológico de Castilla-La Mancha, Cuenca, España, fue recuperado de lechos de lagerstätte. Los niveles fosilíferos del yacimiento pertenecen a las calizas finamente laminadas de la unidad Rambla de Las Cruces II, segunda secuencia deposicional de la Formación Calizas de La Huérgina, depositada durante el Barremiense superior. El único espécimen conocido consiste en la mitad frontal articulada de un esqueleto e incluye el cráneo, la mandíbula inferior, todas las vértebras del cuello y la mayoría de las vértebras de la espalda, las costillas, el esternón y la cintura pectoral., una extremidad anterior derecha completa y la mayor parte de la extremidad anterior izquierda. Los restos de las partes blandas son visibles en la parte posterior del cráneo, alrededor del cuello y alrededor de las extremidades anteriores. Este mismo yacimiento ha producido fósiles de otras numerosas especies exquisitamente preservados, incluyendo los de las aves enantiornites Iberomesornis, Concornis, y Eoalulavis, junto con dientes de terópodos no aviares y algunos huesos fragmentarios de saurópodos. Los sedimentos gruesos del Yacimiento de Las Hoyas han proporcionado huesos del ornitópodo Iguanodon, además de restos de lagartos y salamandras.

## Clasificación

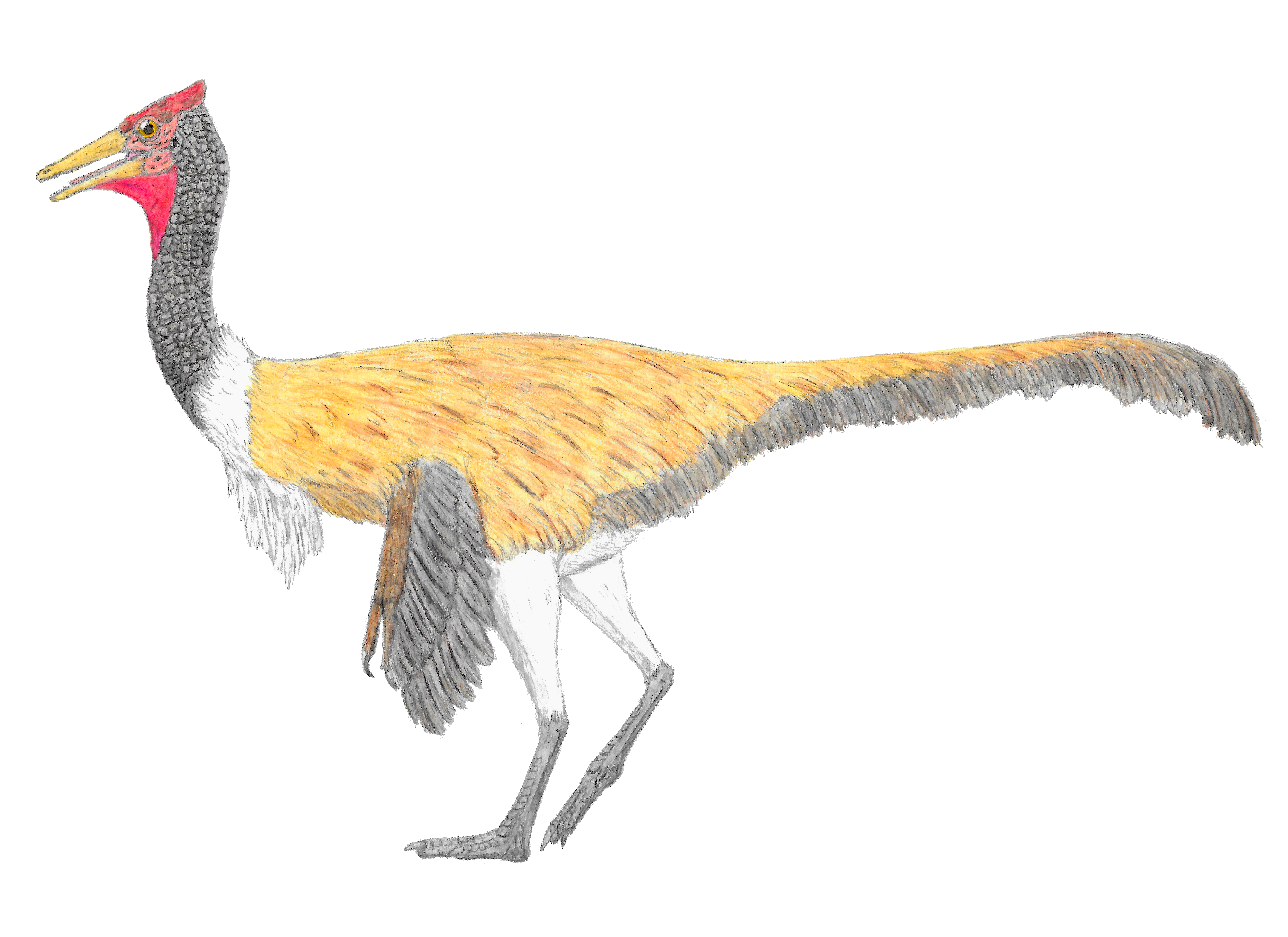
Recreación de un Pelecanimimus.

Un análisis filogenético realizado por Makovicky et al. (2005) indica que Pelecanimimus es el miembro más primitivo de Ornithomimosauria, menos derivado que Harpymimus. Un estudio de Kobayashi y Lü en 2003 indicó que estas dos especies formaban un grupo basal que lleva hacia el más avanzado Ornithomimidae. El descubrimiento de Pelecanimimus ha desempeñado un papel importante y asombroso en la comprensión de la evolución de Ornithomimosauria. Citando a Pérez-Moreno et al., "Las hipótesis filogénicas... apoyan un acercamiento inesperado, implicando la exaptación, que pudo explicar el proceso evolutivo hacia la condición desdentada en Ornithomimosauria. Hasta ahora, una reducción progresiva en el número de dientes se ha considerado como la explicación más probable: los primitivos terópodos tetanuros tienen hasta 80 dientes de forma de cuchillas con las coronas altas, y los ornitomimosaurianos primitivos tienen solamente algunos pequeños dientes. La hipótesis filogenética sugiere un proceso evolutivo alternativo basado en un análisis funcional de aumentar el número de dientes. Un número elevado de dientes con bastante espacio interdental y dentículos correctamente puesto, como en los trodóntidos, sería una adaptación para cortar y rasgar. Por otra parte, un número excesivo de dientes sin espacio interdental, como en Pelecanimimus, es las contrapartes funcionales del filo de a pico. Así, el aumento del número de dientes sería una adaptación para cortar y rasgar, mientras el espacio entre los dientes adyacentes fuera preservado… mientras que se tendría el efecto del trabajo como pico si los espacios fueron llenados de más dientes. La adaptación para cortar y rasgar por lo tanto se convierte en un exaptación con un efecto rebanador, llevando eventual al filo considerado en la mayoría de los ornitomimosaurianos."

### Filogenia
Cladograma según Kobayashi & Lü, 2003.

|  | Garudimimus                      |
|  |                                  |
|  | \| \| Ornithomimidae \| \| \| \| |
|  |                                  |
|  | Ornithomimidae                   |
|  |                                  |

|  | Ornithomimidae |
|  |                |

|  | Garudimimus                      |
|  |                                  |
|  | \| \| Ornithomimidae \| \| \| \| |
|  |                                  |
|  | Ornithomimidae                   |
|  |                                  |

|  | Ornithomimidae |
|  |                |

|  | Garudimimus                      |
|  |                                  |
|  | \| \| Ornithomimidae \| \| \| \| |
|  |                                  |
|  | Ornithomimidae                   |
|  |                                  |

|  | Ornithomimidae |
|  |                |

|  | Garudimimus                      |
|  |                                  |
|  | \| \| Ornithomimidae \| \| \| \| |
|  |                                  |
|  | Ornithomimidae                   |
|  |                                  |

|  | Ornithomimidae |
|  |                |

## Paleoecología
El lagerstätte de Las Hoyas ha producido muchas otras especies exquisitamente conservadas, incluidas las aves enantiornitinas Iberomesornis, Concornis y Eoalulavis, junto con dientes de terópodos no aviares , restos de Concavenator y algunos huesos de saurópodos fragmentados. Los sedimentos gruesos del lagerstätte de La Hoyas han producido huesos del dinosaurio ornitópodo Iguanodon. Los lechos de lagerstätte también han producido restos de lagartos y salamandras, así como de un único mamífero primitivo, Spinolestes. Varios pterosaurios también se conocen como Europejara y crocodilomorfos.